# 日本通信販売協会
公益社団法人日本通信販売協会（にほんつうしんはんばいきょうかい）は、特定商取引に関する法律（昭和51年6月4日法律第57号）第30条の規定により、民法（明治29年4月27日法律第89号）34条に基づいて設立された社団法人。公益法人制度改革により、平成24年4月1日、公益社団法人へ移行した。通信販売を行う企業（正会員）415社と通販関連企業（賛助会員）193社の計608社が加入している。（2024年11月11日現在）

## 法人名
- 法人名　公益社団法人日本通信販売協会（略称：通販協会）
- 英語表記　Japan Direct Marketing Association（略：JADMA・ジャドマ）

## 本部所在地
- 東京都中央区日本橋小舟町3-2リブラビル2F

## 活動内容

### 消費者の信頼を得るための活動
安心して通信販売を利用していただく目的として、消費者に対して、ジャドママークの普及に努めています「消費者相談室」において、消費者からの苦情・相談等の解決業務を行っています。
地方自治体や消費者センター等が開催する講座に講師を派遣し、通信販売を利用する際の注意点等についてアドバイスを行っています。

### 業界の健全な発展をはかるための活動
「倫理綱領」や各種ガイドライン（「個人情報保護」・「テレビショッピング」・「電子商取引」）を制定し、会員への周知をはかっています。

「消費者相談窓口」や消費者センターに寄せられた苦情について、解決をサポートし、情報をフィードバックしています。通信販売事業者の広告について、消費者に誤認を与えるような不適切な表現がないか等、チェックを行っています。包装材の適正化など省資源、省力化といった環境問題及び社会貢献を目的とした活動に取り組んでいます。未加入企業に対し、ホームページ等で活動状況を提供するとともに、各ガイドラインの普及や入会の促進をはかり、また、通信販売事業者からの各種相談にも応じています。

### 研修会、セミナーの実施
内外から専門家をむかえ、注目されるテーマについて、様々なセミナーを年間約30回開催しています。法改正等、業界に関する規制について、説明会を開催しています。

### 調査研究
業界の実施を把握することを目的に、売上高等や利用者の動向についての調査を行い、内外に結果を公表しています。
・売上高月次調査
・全国通信販売利用実態調査
・通信販売企業実態調査
会員のカタログのみならず、海外企業のカタログを取り寄せ、業界に関する情報を収集するとともに、閲覧コーナーを設け、展示公開しています。

### 外部機関との交流
政府機関、地方自治体、消費者センター等との懇談会や研究会に参加し、業界に対する要望をうかがうなどの交流をはかっています。海外の政府機関や業界団体等との情報交換、欧米やアジアでの展示会や企業の視察等を行っています。

### 委員会活動
広告表示やプライバシーの問題について、基準作成を行っている「倫理委員会」、 消費者のクレームからよりよいサービスを研究する「消費者委員会」など6の委員会、単品通販企業を視察、研究する「単品通販部会」などの部会、弁護士他有識者による広告チェックを行う「広告適正化委員会」などの第三者委員会、消費生活アドバイザーなどによる 「消費者相談窓口」の運営等、様々な活動をしています。

### 出版活動
調査報告書、広報出版物、及び毎月発行している情報誌があります。